# Fusarium circinatum
Fusarium circinatum là một loài Ascomycetes trong họ Nectriaceae. Loài này được Nirenberg & ODonnell miêu tả khoa học đầu tiên năm 1998.
Đây là loài gây hại của các cây trong chi Pinus, phát triển phổ biến ở Nam Phi.